# Plagiopteraceae
Plagiopteraceae is een botanische naam, voor een familie van tweezaadlobbige planten. Een familie onder deze naam wordt de laatste decennia af en toe erkend door systemen voor plantentaxonomie, en ook door het APG-systeem (1998), dat de familie ongeplaatst laat (incertae sedis).
Het APG II-systeem (2003) erkent de familie niet en plaatst de betreffende planten in de familie Celastraceae.
Indien erkend, gaat het om een kleine familie, van lianen, die voorkomen in Zuidoost Azië.